# Sankt Pauls Sogn (Aarhus Kommune)
 For alternative betydninger, se Sankt Pauls Sogn. (Se også artikler, som begynder med Sankt Pauls Sogn)
Sankt Pauls Sogn er et sogn i Aarhus under Århus Domprovsti (Århus Stift).
Sankt Pauls Sogn, der blev oprettet i 1886 mens Sankt Pauls Kirke (Aarhus) blev opført i 1884-87, blev udskilt fra Århus Domsogn og Vor Frue Sogn (Aarhus Kommune), der begge lå i Aarhus købstad, som geografisk hørte til Hasle Herred i Aarhus Amt. Forstaden Frederiksbjerg var i 1874 indlemmet i købstaden fra Viby Sogn, der hørte til Ning Herred i Aarhus Amt, og det tidligere landdistrikt „Aarhus Mølledistrikt“ blev i 1886 indlemmet i købstaden. Ved kommunalreformen i 1970 blev Aarhus købstad kernen i Aarhus Kommune, som hele Viby Sogn sammen med de øvrige forstæder blev indlemmet i.
Inden Sankt Lukas Kirke blev indviet i 1926, var Sankt Lukas Sogn i 1923 udskilt fra Sankt Pauls Sogn.
I Sankt Pauls Sogn findes følgende autoriserede stednavne:
- Donbæk (bebyggelse)
- Hestehave (areal)
- Marselisborg (bebyggelse, ejerlav)
- Torskov (areal)